# Constantin Lecca

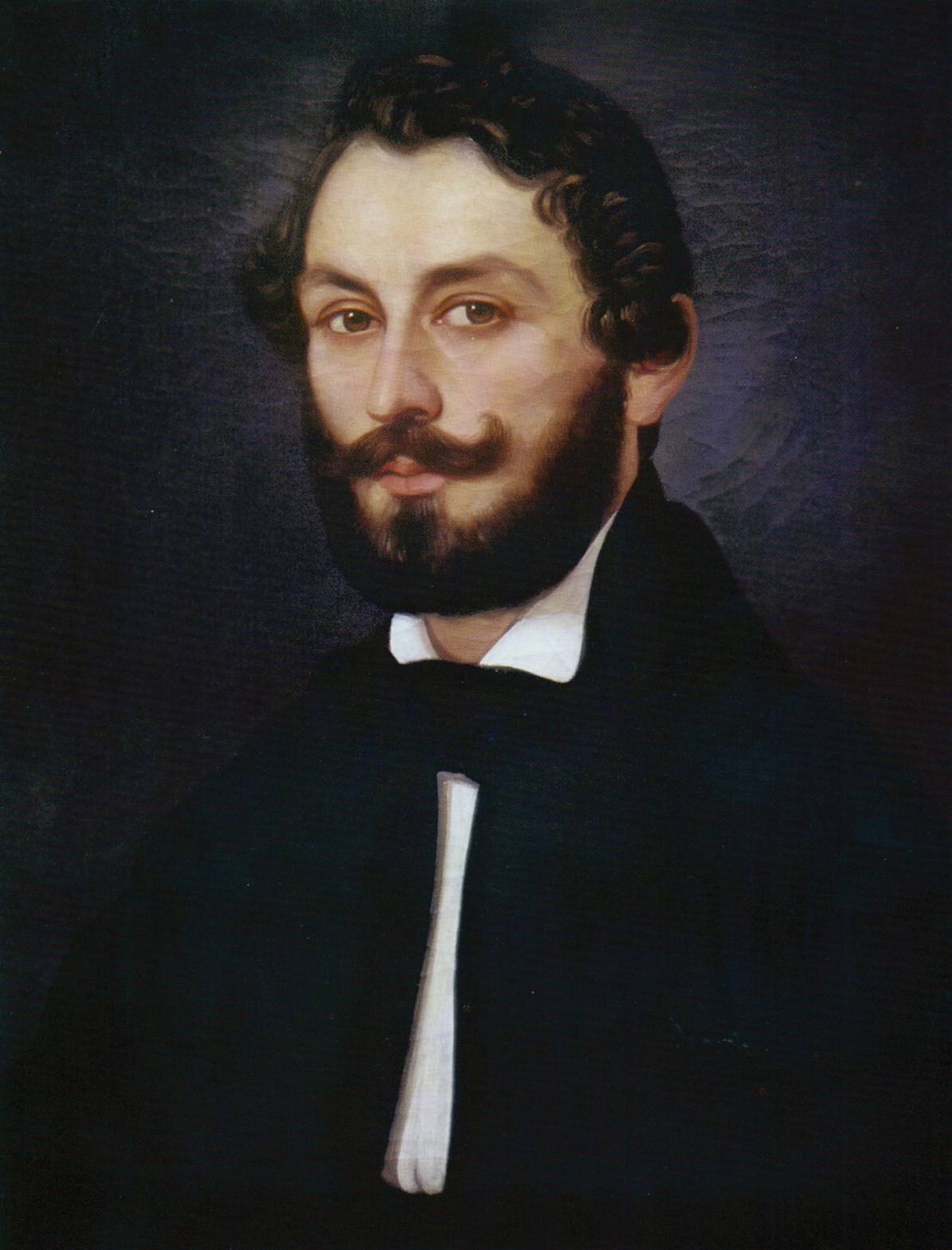
Constantin Lecca (Selbstporträt)

Constantin Lecca (* 4. August 1807 in Braşov; † 13. Oktober 1887 in Bukarest) war ein rumänischer Maler, Grafiker, Schriftsteller und Kunstlehrer.
Er war der erste rumänische Künstler, der religiöse Gemälde im westlichen Stil schuf. Obwohl er in einer Vielzahl von Genres arbeitete, einschließlich der Historienmalerei, ist er vor allem für seine Porträts bekannt. Einer seiner bekanntesten Schüler war Theodor Aman.

## Leben
Lecca wurde in eine Kaufmannsfamilie hineingeboren. 1827 ging er nach Buda, um Kunst zu studieren. Da es keine weiteren Belege zu seinem Studium gibt, ist davon auszugehen, dass er im Wesentlichen Autodidakt war. Lecca knüpfte erste Kontakte zu rumänischen Revolutionären und wurde ein Freund von Zaharia Carcalechi.
1833 folgte er einer Einladung, an der "Școala Centrală" in Craiova zu unterrichten. Fünf Jahre später wurde er Gründer und Herausgeber einer der ersten Kulturzeitschriften Rumäniens, Mozaicul. Er unternahm von 1847 bis 1848 mehrere Reisen nach Paris, wo er sich dem Kreis der rumänischen Patrioten anschloss, der sich unter anderem um Nicolae Bălcescu und Dimitrie Bolintineanu formierte. Als Lecca nach Hause zurückkehrte, nahm er an der Rumänischen Revolution von 1848 teil, musste seine Position aufgeben und seine Familie aus Angst vor Repressalien verlassen. Nachdem er eine Zeit lang in seiner Heimatstadt in Deckung geblieben war, konnte er sich dank der Fürsprache von Petrache Poenaru eine Professur am Colegiul Național „Sfântul Sava” din București sichern.
In den nächsten fünfzehn Jahren arbeitete Lecca mit Mișu Popp zusammen und malte Wandgemälde in mehreren Kirchen in Bukarest und in der nahen Umgebung. Zu seinen Wirkungsstätten gehört die Kirche Curtea Veche, das älteste religiöse Gebäude in Bukarest. Leccas Werke stellten eine Neuerung auf dem Gebiet der orthodoxen Kirchenmalerei dar, weil er sich von der romantischen Malerei und Künstlern wie Joseph von Führich inspirieren ließ. Sein Wirken trug zur wachsenden Popularität des Historienbildes und der Lithografie in Rumänien bei.
Nach 1870 zog sich Lecca an Parkinson erkrankt aus dem künstlerischen Leben zurück. Er starb 1887 und wurde auf dem Bellu-Friedhof in Bukarest beigesetzt.

## Ausgewählte Gemälde

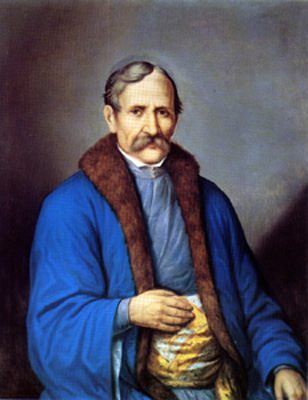
Ein alter Mann
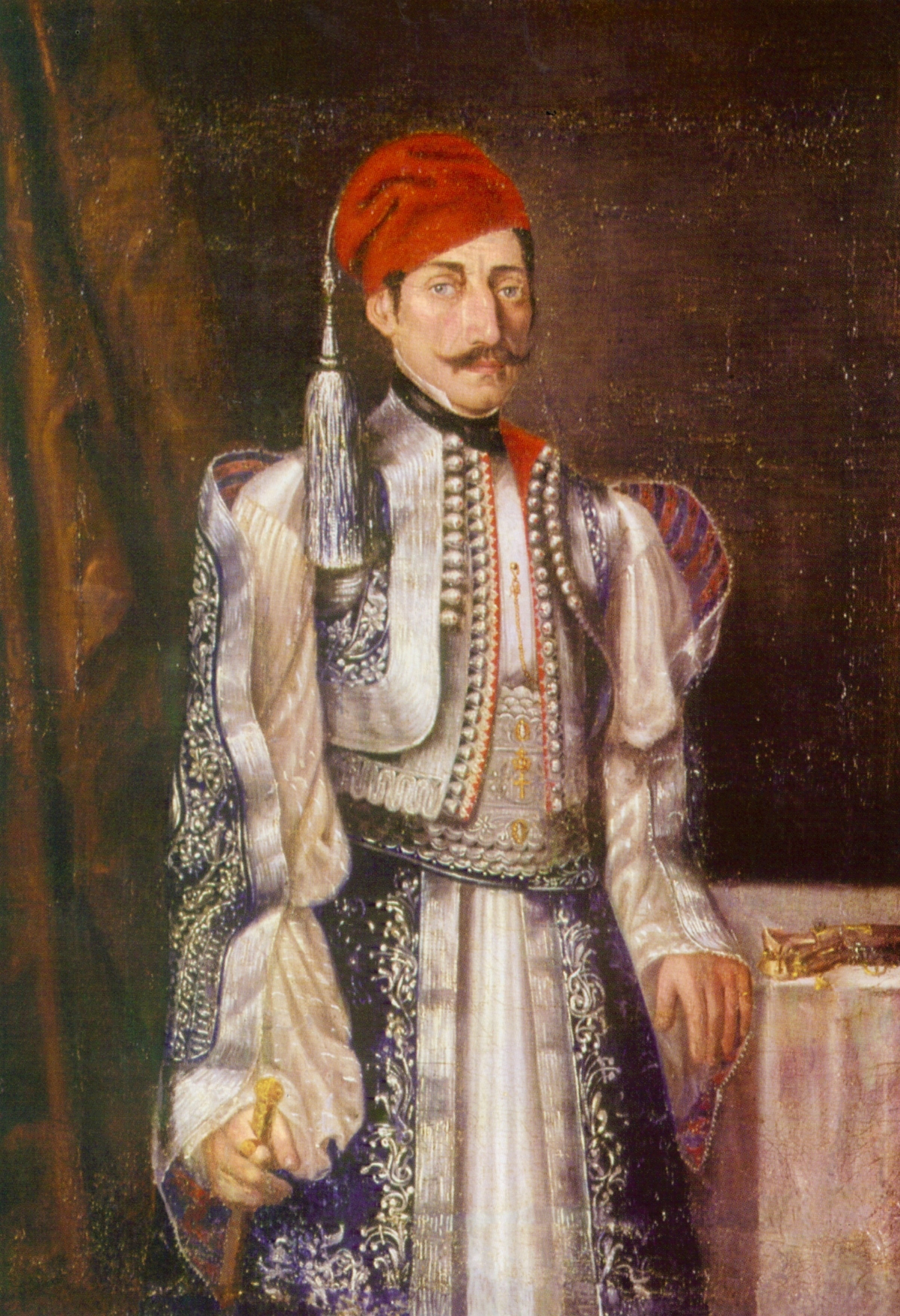
Ein Albaner
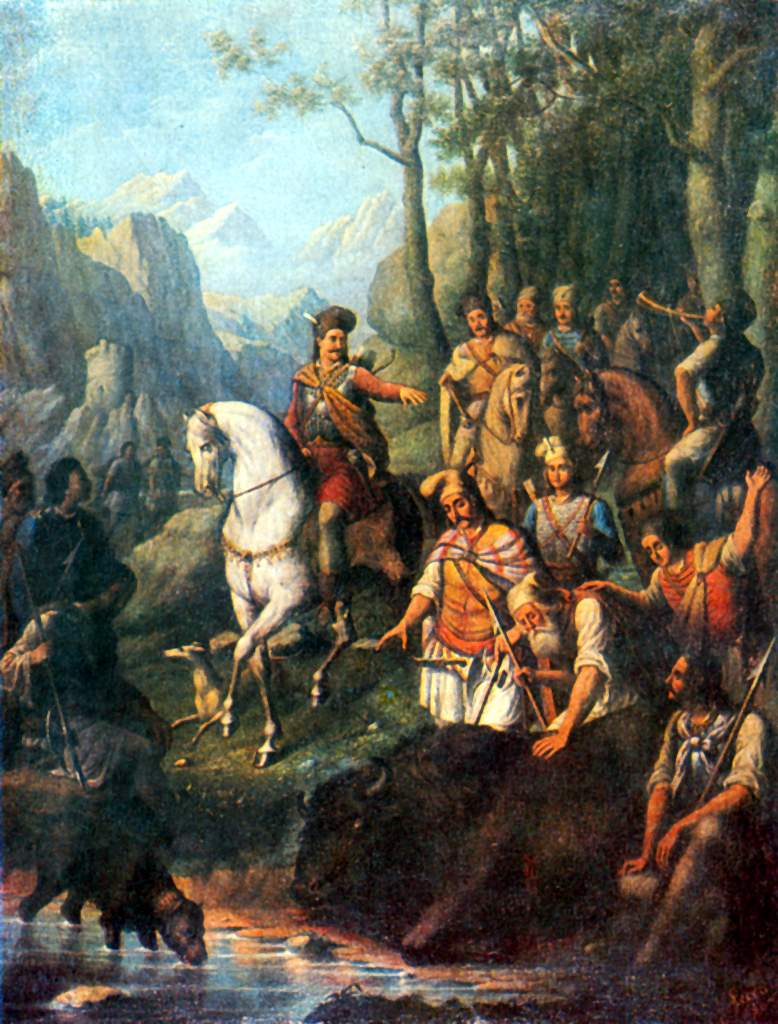
Dragoș Vodă jagt ein Bison
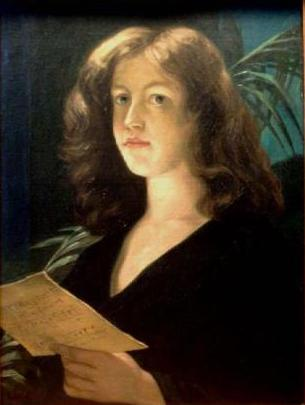
Lesende Dame
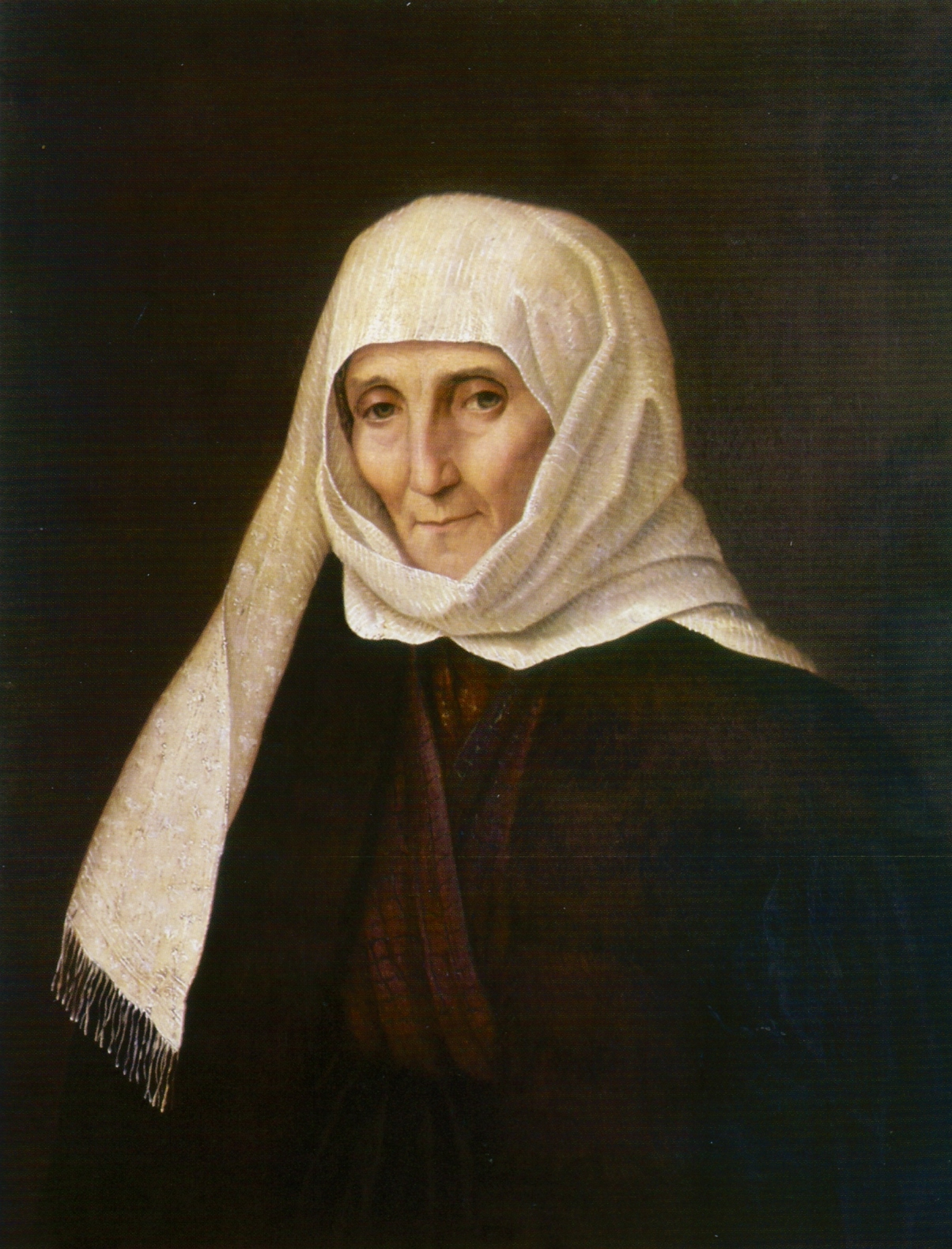
Titu Maiorescus Mutter, Maria